# گلیکوزید

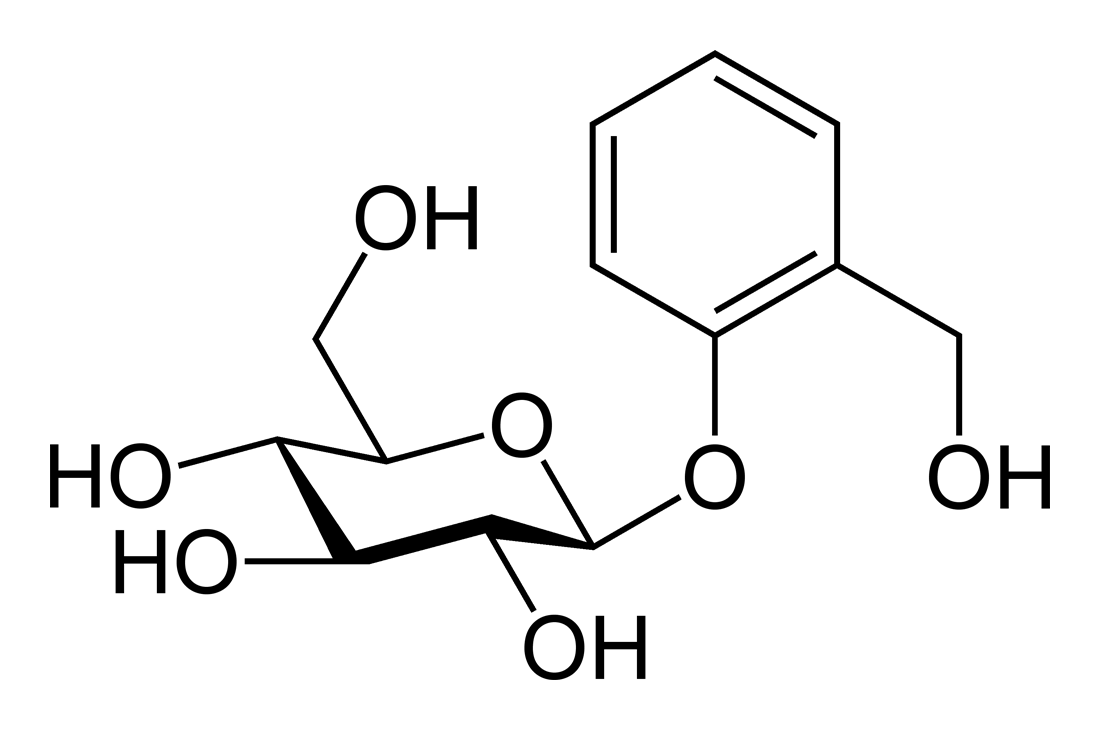
سالیسین٬ گلیکوزید در آسپیرین

گلیکوزید(به انگلیسی: Glycoside)در شیمی به معنی مولکولی از قند است که به یک بخش غیر کربوهیدرات باند شده باشد. گلیکوزیدها در ارگانیزم‌های زنده٬ نقش مهمی ایفا می‌کنند. بیشتر گیاهان منابع شیمیایی خود را به شکل گلیکوزیدهای غیر فعال ذخیره می‌کنند که در بدن گیاه‌خواران توسط آنزیم‌های هیدرولیزکننده شکسته شده و تبدیل به قند می‌گردند.